# .it
.it è il dominio di primo livello nazionale assegnato all'Italia.
La registrazione è permessa ad organizzazioni e privati purché maggiorenni che abbiano cittadinanza, residenza o sede nei paesi dello Spazio Economico Europeo (See), nello Stato del Vaticano, nella Repubblica di San Marino o nella Confederazione Svizzera e nel Regno Unito.
Dall'11 luglio 2012 anche il dominio .it supporta nomi di dominio internazionalizzati.

## Storia
Il primo dominio .it richiesto fu quello del CNR; la domanda venne inviata il 23 dicembre 1987 e divenne attivo il 1º gennaio 1988. Il 23 dicembre 1987 IANA dà in gestione il ccTLD al CNUCE, istituto del CNR di Pisa (ed infatti il primo nome registrato è proprio quello del Cnuce del Cnr). Nel 1997 la delega passa all'Istituto per le Applicazioni Telematiche (IAT), sempre al CNR di Pisa, nato dal necessario ampliamento del "Reparto Infrastrutture Reti per la Ricerca" (RIRR) dello stesso CNUCE.
Fin dall'inizio le policy e le norme sono state concordate con gli operatori del settore attraverso varie forme. Dal gruppo iniziale, denominato MAIL-ITA, e poi, a partire dal 1994, ITA-PE 162 (il quale tiene le proprie riunioni presso lo CSELT), si giunge nel 1998 alla costituzione della Naming Authority Italiana che fino al 2005 si occuperà della stesura delle norme di assegnazione dei domini ".it". Tale struttura si distingue nettamente dalla Registration Authority Italiana che svolgeva funzione di tenuta del Registro dei nomi e metteva a disposizione l'infrastruttura tecnica necessaria al mantenimento di esso, comprendendo quindi anche la gestione delle deleghe dei DNS autoritativi. La Naming Authority attua nel 1999 una "liberalizzazione" del ccTLD (vengono rimossi i limiti di nomi a dominio registrabili per le organizzazioni di qualunque tipo) mentre la responsabilità del Registro passa al direttore dell'istituto Franco Denoth.
Nel 2001 una fusione di più istituti del CNR farà nascere l'Istituto di Informatica e Telematica, cui passerà di conseguenza la delega. Nel 2004 viene rimosso il limite del numero di registrazioni anche per le persone fisiche. A partire dal 2005 il Registro riassume in sé sia la funzione normativa che quella attuativa, con l'istituzione di un comitato interno (il Comitato di indirizzo), in cui sono state comprese rappresentanze degli operatori del settore. Nel 2009 il Registro del ccTLD ".it" cambia denominazione, diventando il Registro.it, l'anagrafe dei domini a targa .it.
In seguito alla scomparsa di Denoth, avvenuta nell'aprile 2006, il 17 maggio 2006 la direzione dell'istituto passa pro tempore a Enrico Gregori, nel 2008 a Domenico Laforenza, nel 2019 a Marco Conti. Attualmente è diretto da Andrea Passarella.
A partire dall'11 luglio del 2012, è possibile registrare domini .it anche con caratteri non ASCII (NDI).

## Domini di secondo livello riservati e/o ad uso speciale
- .gov.it è il dominio ufficiale di secondo livello per il governo e la pubblica amministrazione.[4]
- .edu.it è il dominio ufficiale di secondo livello per enti che si occupano di istruzione (scuole, università ecc.).
- .difesa.it è il dominio ufficiale di secondo livello per le forze armate italiane (esclusa l'Arma dei Carabinieri).
- .esteri.it è il dominio ufficiale di secondo livello per il Ministero degli Esteri italiano e per le rappresentanze diplomatico consolari italiane.
- I nomi a dominio corrispondenti a province (palermo.it) e loro sigle (pa.it), comuni, regioni eccetera non sono assegnabili; vengono definiti domini geografici. È possibile registrare domini di terzo livello all'interno degli stessi, ad esempio: comune.palermo.it è il dominio assegnato al comune di Palermo, mentre regione.lazio.it è il dominio assegnato alla giunta regionale del Lazio. Il dominio di secondo livello .co.it non si riferisce alle attività commerciali (come accade spesso in altri paesi) ma all'estensione regionale della provincia di Como.
- Esistono domini riservati esclusivamente ad enti governativi, come ad esempio italia.it, italy.it, italie.it eccetera.